# Acidaliodes umber
Acidaliodes umber là một loài bướm đêm trong họ Noctuidae.